# Marumba indicus
Marumba indicus är en fjärilsart som beskrevs av Walker 1856. Marumba indicus ingår i släktet Marumba och familjen svärmare. Inga underarter finns listade i Catalogue of Life.